# Organización territorial de Serbia

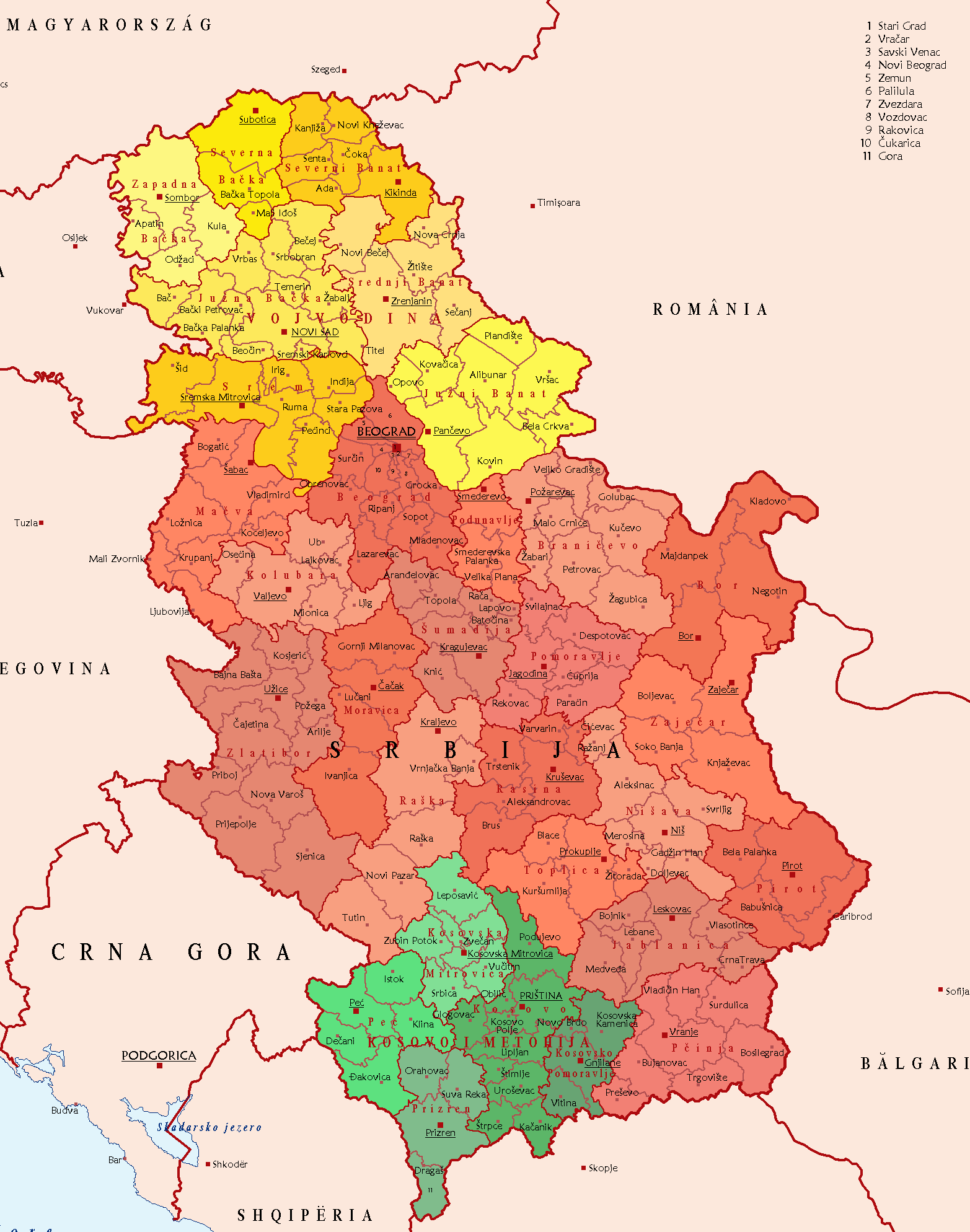
Municipalidades, distritos y provincias en Serbia.

La República de Serbia, que consta de la región histórica de Serbia (actualmente conocida como Serbia Central) y de las provincias autónomas de Voivodina (al norte) y Kosovo (al sur), está dividida administrativamente en 29 distritos (Округ / Okrug en serbio) y la Ciudad de Belgrado.
De los 30 distritos (incluida la Ciudad de Belgrado), 7 están en Voivodina, 18 en Serbia Central y los 5 restantes en Kosovo, fuera de la administración gubernamental, ya que están controlados por la autoproclamada República de Kosovo. 
Los distritos, por su parte, están divididos en municipios. En total son 192: 108 en Serbia Central, 54 en Voivodina y 30 en Kosovo.
Serbia Central no es una división administrativa, al contrario que las dos provincias autónomas, y no tiene gobierno propio.
| Nr. | Distrito           | Provincia      | Superficie (km²) | Población (2002) | Capital            |
| --- | ------------------ | -------------- | ---------------- | ---------------- | ------------------ |
| 1   | Bačka del Norte    | Voivodina      | 1.784            | 200.140          | Subotica           |
| 2   | Bačka del Oeste    | Voivodina      | 2.420            | 215.916          | Sombor             |
| 3   | Bačka del Sur      | Voivodina      | 4.016            | 591.752          | Novi Sad           |
| 4   | Banato Central     | Voivodina      | 3.256            | 221.253          | Zrenjanin          |
| 5   | Banato del Norte   | Voivodina      | 2.329            | 165.881          | Kikinda            |
| 6   | Banato del Sur     | Voivodina      | 4.245            | 313.937          | Pančevo            |
| 7   | Bor                | Serbia Central | 3.507            | 178.718          | Bor                |
| 8   | Braničevo          | Serbia Central | 3.865            | 253.492          | Požarevac          |
| 9   | Jablanica          | Serbia Central | 2.769            | 255.011          | Leskovac           |
| 10  | Kolubara           | Serbia Central | 2.474            | 200.560          | Valjevo            |
| 11  | Kosovo             | Kosovo         | 3.117            | 672.292          | Priština           |
| 12  | Kosovo-Pomoravlje  | Kosovo         | 1.412            | 217.726          | Gnjilane           |
| 13  | Mitrovica          | Kosovo         | 2.050            | 275.904          | Kosovska Mitrovica |
| 14  | Mačva              | Serbia Central | 3.268            | 339.644          | Šabac              |
| 15  | Moravica           | Serbia Central | 3.016            | 230.748          | Čačak              |
| 16  | Nišava             | Serbia Central | 2.729            | 382.461          | Niš                |
| 17  | Pčinja             | Serbia Central | 3.520            | 243.529          | Vranje             |
| 18  | Peć                | Kosovo         | 2450             | 414.187          | Peć                |
| 19  | Pirot              | Serbia Central | 2.761            | 116.926          | Pirot              |
| 20  | Podunavlje         | Serbia Central | 1.248            | 226.589          | Smederevo          |
| 21  | Pomoravlje         | Serbia Central | 2.641            | 312.160          | Jagodina           |
| 22  | Prizren            | Kosovo         | 1.910            | 376.085          | Prizren            |
| 23  | Raška              | Serbia Central | 3.918            | 300.274          | Kraljevo           |
| 24  | Rasina             | Serbia Central | 2.668            | 296.690          | Kruševac           |
| 25  | Sirmia             | Voivodina      | 3.486            | 335.204          | Sremska Mitrovica  |
| 26  | Šumadija           | Serbia Central | 2.387            | 312.160          | Kragujevac         |
| 27  | Toplica            | Serbia Central | 2.231            | 111.813          | Prokuplje          |
| 28  | Zaječar            | Serbia Central | 3.623            | 158.131          | Zaječar            |
| 29  | Zlatibor           | Serbia Central | 6.140            | 335.826          | Užice              |
|     | Ciudad de Belgrado | Serbia Central | 3.222            | 1.576.125        | Belgrado           |